# Canal Street (Broadway-Seventh Avenue Line)
Canal Street is een station van de metro van New York aan de Broadway-Seventh Avenue Line.